# هاري بوتر وسجين أزكابان
هاري بوتر وسجين أزكابان (بالإنجليزية: Harry Potter and the Prisoner of Azkaban) تُعد الرواية الثالثة في سلسلة هاري بوتر الخيالية التي ألّفتها جوان رولينغ. تُتابع الرواية هاري بوتر في عامه الثالث في مدرسة هوغوورتس للسحر والشعوذة. حيثُ يتعاون هاري، ورون ويزلي وهيرميون غرينجر، للتحقيق في أمر سيرياس بلاك؛ السجين الهارب من سجن أزكابان، إذ يعتقدون أنه أحد حُلفاء اللورد فولدمورت السابقين.
نشرت دار بلومزبري الكتاب في المملكة المتحدة في 8 يوليو (تَـمُّوز) 1999، ونشرتهُ مؤسسة إستلاستيك في الولايات المتحدة في 8 سبتمبر (أيلول) 1999. أنهت رولينغ كتابته في عام واحد، وبيع 68 ألف نسخة في ثلاثة أيام بعد إصداره في المملكة المتحدة. مُنذ ذلك الحين، تجاوزت مبيعات الكتاب ملايين النُسخ.
حصل الكتاب على جائزة كتاب ويتبريد للأطفال لعام 1999، بالإضافة إلى جائزة برام ستوكر، وجائزة لوكوس لأفضل رواية خيالية لعام 2000. كما أُدرج في القائمة المُختصرة لجوائز أخرى، بما في ذلك جائزة هوغو.
في عام 2004، أُنتج فيلم مُستوحى من الرواية وحقق إيرادات ضخمة، ولا يزال يحظى بمراجعات وتقييمات إيجابية. صدرت أيضًا ألعاب فيديو مُستوحاة من هاري بوتر وسجين أزكابان في عدة منصات، وحصد بعضُها تقييمات إيجابية.

## حول الرواية
تدور الرواية حول هروب سيريوس بلاك من سجن أزكابان؛ المتهم بقتل ثلاثة عشر شخصًا واعتباره الوريث المحتمل للسيد فولدمورت. ويُعتقد في بداية الرواية أن هروبه مُرتبط بهاري بوتر، حيثُ تشير الدلائل إلى توجهه إلى هوغوورتس بحثًا عنه.
يتسم هذا الجزء بكثرة التحول إلى حيوانات، ويبرز فيه المستذئب الودود ريموس لوبين، معلم مادة الدفاع ضد فنون السحر الأسود وصديق جيمس بوتر؛ والد هاري. ويرى بعض علماء النفس أن هذه التحولات، إلى جانب الأجواء القاتمة للرواية، ترمز إلى التحولات التي تواكب مرحلة البلوغ، بالإضافة إلى ما يرتبط بها من اكتئاب المراهقة.
يُعد هذا الكتاب أول الكتب القاتمة في السلسلة، وفيه يبلغ هاري بوتر ورفيقاه، كما يتعرف المزيد عن العالم السحري، وعن قَدَرِه، غير أن الكثير يبقى غامضاً وستكشف عنه بقية الكُتب. وهذا هو الكتاب الوحيد الذي لم يظهر لورد فولدمورت فيه بشكل شخصي.

## مقدمة للرواية
عاد هاري إلى آل دورسلي لقضاء العطلة الصيفية، ثم شاهد على تلفاز العامة (الأشخاص الذين ليسوا بسحرة) أن مُدانًا يُدعى سيرياس بلاك هرب من السجن. بعد أن أساءت العمة مارج معاملة هاري وسبَّت والديه، نفخها باستخدام تعويذة سحرية ثم هرب من البيت خشية الطرد من المدرسة. بعد أن تصطحبه حافلة الفارس يقابل ستان شونبايك، الذي يسافر إلى المرجل الناضح، وهناك يطلب كورنيليوس فودج - وزير السحر - من هاري أن يبقى في حارة دياجون من أجل حمايته. بينما هو هناك، يلتقي بأصدقائه المقربين رون ويزلي وهيرميون غربنجر.
قبل أن يغادر هاري إلى هوغورتس يعلم من آرثر ويزلي أن سيرياس بلاك ذلك القاتل المُدان من عالم السحرة، هرب من سجن أزكابان لقتل هاري.
في الطريق إلى هوغورتس، يصعد على متن القطار دمنتور (حارس من حراس سجن أزكابان يتغذى على الأفكار الإيجابية وينشر اليأس) ما يجعل هاري يعيش من جديد حادثة موت والديه قبل أن يغمى عليه. يحمي معلم الدفاع ضد فنون السحر الأسود الجديد - ريموس لوبين - هاري ورون وهيرميون من الدمنتور. يعرفون لاحقًا أن الحراس يراقبون المدرسة في محاولة للقبض على سيريوس بلاك. رغم أن الأستاذ لوبين محبوب بين تلاميذه، يبدو أن مُعلم الوصفات سنيب يكرهه.
أثناء لعبهم لمباراة كويدتش، يسقط هاري من فوق مكنسته ويغمى عليه بعد أن غزت الدمنتورات أرض الملعب. تتحطم المكنسة الطائرة نيمبوس 2000 التي يملكها هاري وتهشّمها شجرة الصفصاف، وهي شجرة عنيفة ذات جذوع متحركة. بعد ذلك، يُعلِّم الأستاذ لوبين هاري كيف يحمي نفسه من الدمنتورات مستخدمًا سحر باتروناس.
يستخدم هاري خريطة اللصوص (وهي خريطة لهوغورتس تظهر سكانها وتحركاتهم والأنفاق السرية فيها، أعطاها له فريد وجورج ويزلي) في زيارة غير مصرح بها إلى قرية هوغسميد السحرية. يستمع هاري خفية لبعض أساتذته ولفودج ويعرف أن بلاك كان صديقًا لوالديْ هاري ويعهدان إليه بحماية سر مكان وجودهم عندما يختبؤون من اللورد فولدمورت.

## ملخص الرواية

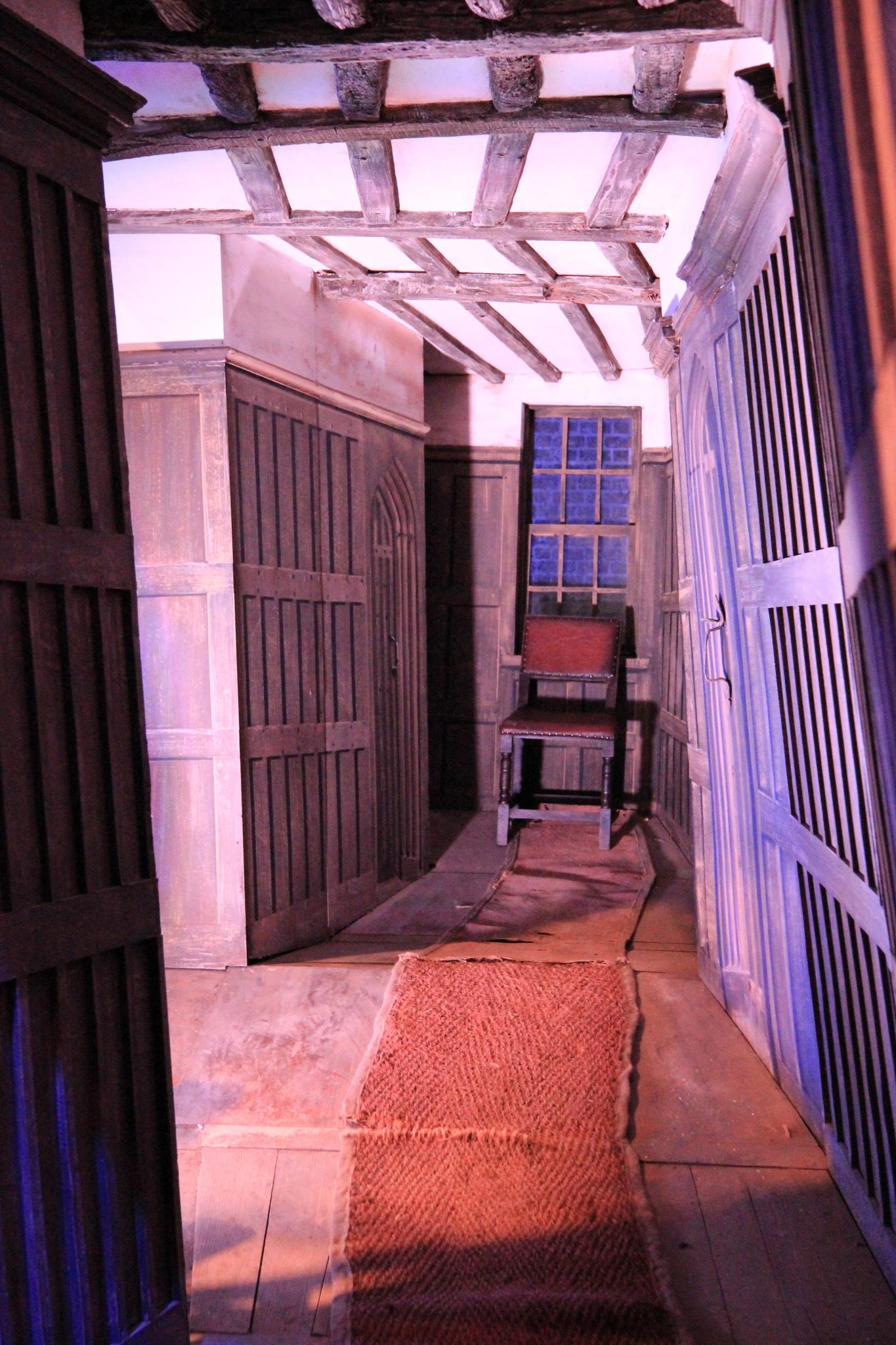
رواق في المرجل الناضح

### لوبين والباتروناس (من الفصل الأول إلى الفصل العاشر)

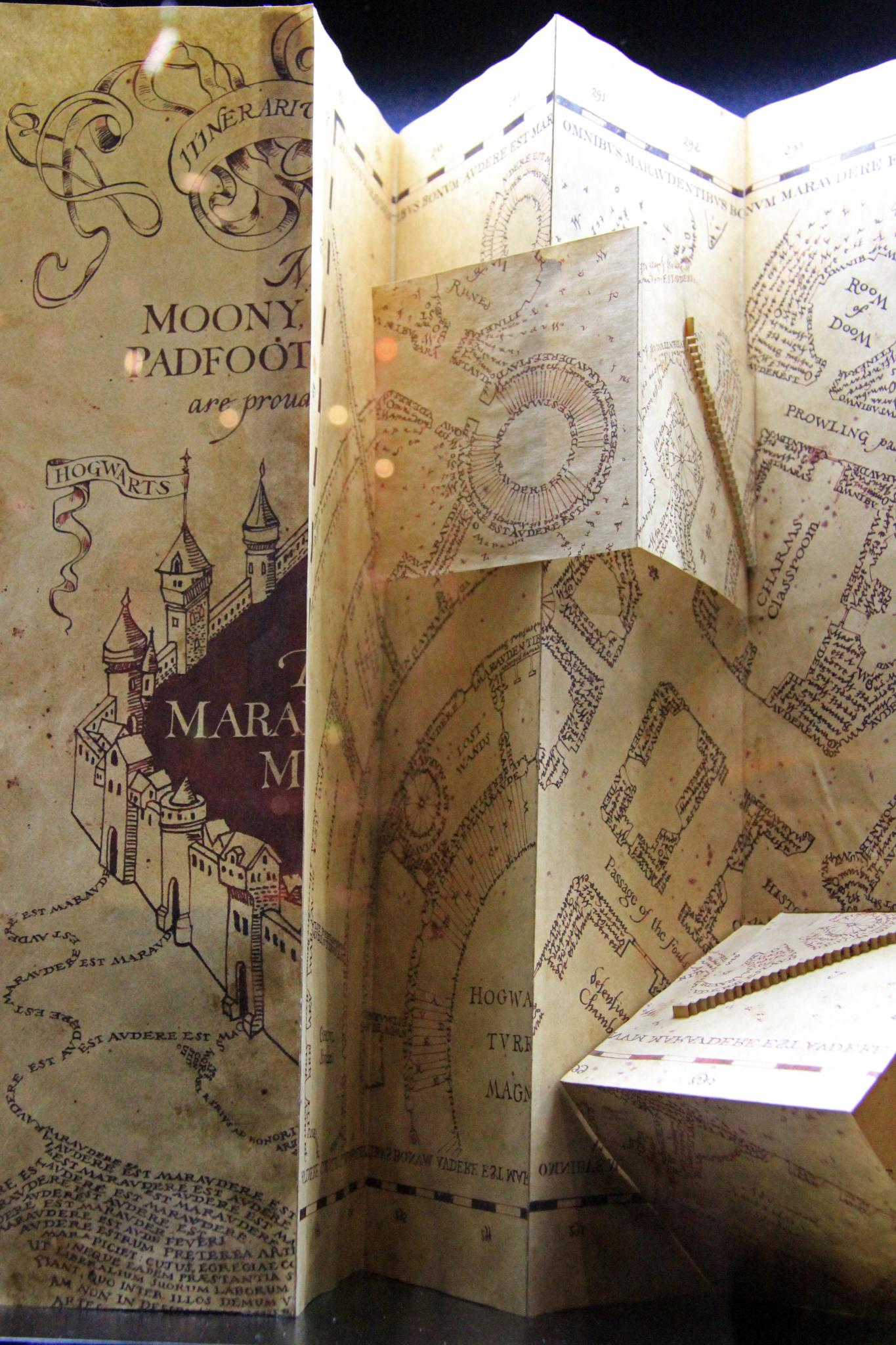
خريطة المارودور

خلال فصل الصيف، تعلن أخبار التلفزيون العالمية غير السحرية عن هروب سجين خطير للغاية اسمه سيرياس بلاك. في الوقت نفسه، يصبح هاري مسؤولاً عن حادثة سحرية مع العمة مارج -أخت فيرنون دورسلي - حيث قام بنفخها كالبالون بعد أن أهانته وأهانت والديه، ويهرب من منزل خالته. يلتقي في الشارع بكلب أسود كبير مختبئ بين الشجيرات يراقبه بعيونه الكبيرة المتلألئة. في حالة ذعره، ظهرت أمامه حافلة الفارس، فاغتنم الفرصة وطلب نقله إلى المرجل الناضح في لندن. في الحافلة، علم هاري أن سيرياس بلاك كان من أشد المؤيدين للورد فولدمورت وأحد أتباعه الأوفياء. يلتقي هاري بكورنيليوس فودج - وزير السحر - الذي يطلب منه  أن يبقى في حارة دياجون من أجل سلامته الشخصية.
قبل وقت قصير من بدء العام الدراسي، سمع هاري محادثة بين السيد والسيدة ويزلي، والديْ رون، وتفاجئ هاري عندما علم أن بلاك هرب من أزكابان للعثور عليه، معتقدا أن قتل هاري سيسمح لفولدمورت باستعادة قوته.
في قطار هوغورتس، يصعد على متن القطار دمنتور. يحمي معلم الدفاع ضد فنون السحر الأسود الجديد - ريموس لوبين - الثلاثي هاري ورون وهيرميون من الدمنتور عن طريق استدعاء الباتروناس الخاص به.
يتم تدريس مواد جديدة في هوغورتس، بما في ذلك الكهانة من قبل الأستاذة تريلاوني ورعاية المخلوقات السحرية بواسطة هاغريد. خلال الدرس الأول لهاغريد، يثير دراكو مالفوي الهيبوغريف فيهاجمه. يوجه دراكو تهديدا لهاغريد بأنه سيرفع شكوى ضد هذا المخلوق.
في درس الدفاع ضد الفنون المظلمة الأول، يعلم لوبين، المعلم الجديد، طلاب الصف الثالث كيفية مواجهة خوفهم من البوجارت (مخلوق سحري يتحول إلى أكبر مخاوف من ينظر إليه) من خلال إجباره على اتخاذ شكل مثير للضحك. ومع ذلك، يمنع لوبين هاري من المشاركة في التمرين  ويشرح له السبب بعد ذلك بقليل، من خلال دعوته لشرب الشاي، ويخبره أنه كان يخشى أن يتخذ المخلوق مظهر فولدمورت ويخيف الفصل بأكمله. عندها يعترف هاري للوبين بأن خوفه الأكبر في الوقت الحالي هو مواجهة الدمنتور مرة أخرى (التي تتغذى على أي ذكريات سعيدة)، يستنتج لوبين أن هاري يخاف من الخوف نفسه، وأن ذلك يُعد ضربا من ضروب الحكمة. بعد اكتساب لوبين ثقة هاري، يخبره هذا الأخير أنه يسمع صرخات والدته بمجرد أن يقترب منه الدمنتور، ويوافق لوبين على إعطائه دروسًا خاصة للدفاع عن نفسه؛ ويعلمه كيف يستحضر الباتروناس الخاص به.

### الخريطة الغامضة (من الفصل الحادي عشر إلى الفصل السادس عشر)
يقدم فريد وجورج ويزلي لهاري خريطة غريبة، تسمى خريطة المارودور (خريطة اللصوص)، التي أنشأها أربعة سحرة غامضين: موني ووورمتيل وبادفوت وبرونجز، أسماؤهم مكتوبة على الورقة. الخريطة عبارة عن مخطط تفصيلي لقلعة هوغورتس والحديقة المحيطة بها كما تحدد موقع كل فرد من الأشخاص الموجودين في هوغورتس ومحيطها من خلال نقطة صغيرة متحركة مكتوب عليها اسمه. كما أنها تعرض الممرات السرية لهوغورتس، بما في ذلك ممر يسمح لهاري بالذهاب سرا إلى قرية هوغسميد القريبة مع رون وهيرميون، على الرغم من منعه من مغادرة القلعة. أثناء نزهة في القرية، في مقهى المكانس الثلاثة، سمع محادثة بين الأساتذة منيرفا مكجونجال وفيليوس فليتويك وهاغريد وروسميرتا ووزير السحر حول سيرياس بلاك. ويصير هاري غاضبا من بلاك بشكل جنوني عندما يعلم أنه كان صديق والده ثم خانه وأخبر فولدمورت عن مكان اختباء والديه؛ وبذلك فإن بلاك يتحمل يتحمل مسؤولية وفاة والدي هاري. من جانبه، اكتشف رون أن فأره سكابرس قد اختفى ويتهم قط هيرميون بأنه أكله. يتجادل رون وهيرميون، ثم لم يعدا يتحدثان مع بعضهما البعض.
يفاجئ الأستاذ سناب هاري عند عودته من إحدى رحلاته الاستكشافية في هوغسميد ويسأله عن خريطة اللصوص التي وجدها بحوزته. بينما لم يقل هاري شيئًا، استدعى سناب الأستاذ لوبين ليريه ما وجده عند هاري. يبدو أن لوبين يتعرف على الخريطة، ويدافع عن هاري، لكنه يوبخه بعد ذلك على المخاطر التي خاضها ويقرر مصادرة المخطوطة. يحاول هاري، الذي يخمن نوعًا من العلاقة بين لوبين والخريطة، أن يسأله عن «اللصوص»، لكن لوبين يظل صامتًا، ويخبره ببساطة أنه التقى بهم من قبل.

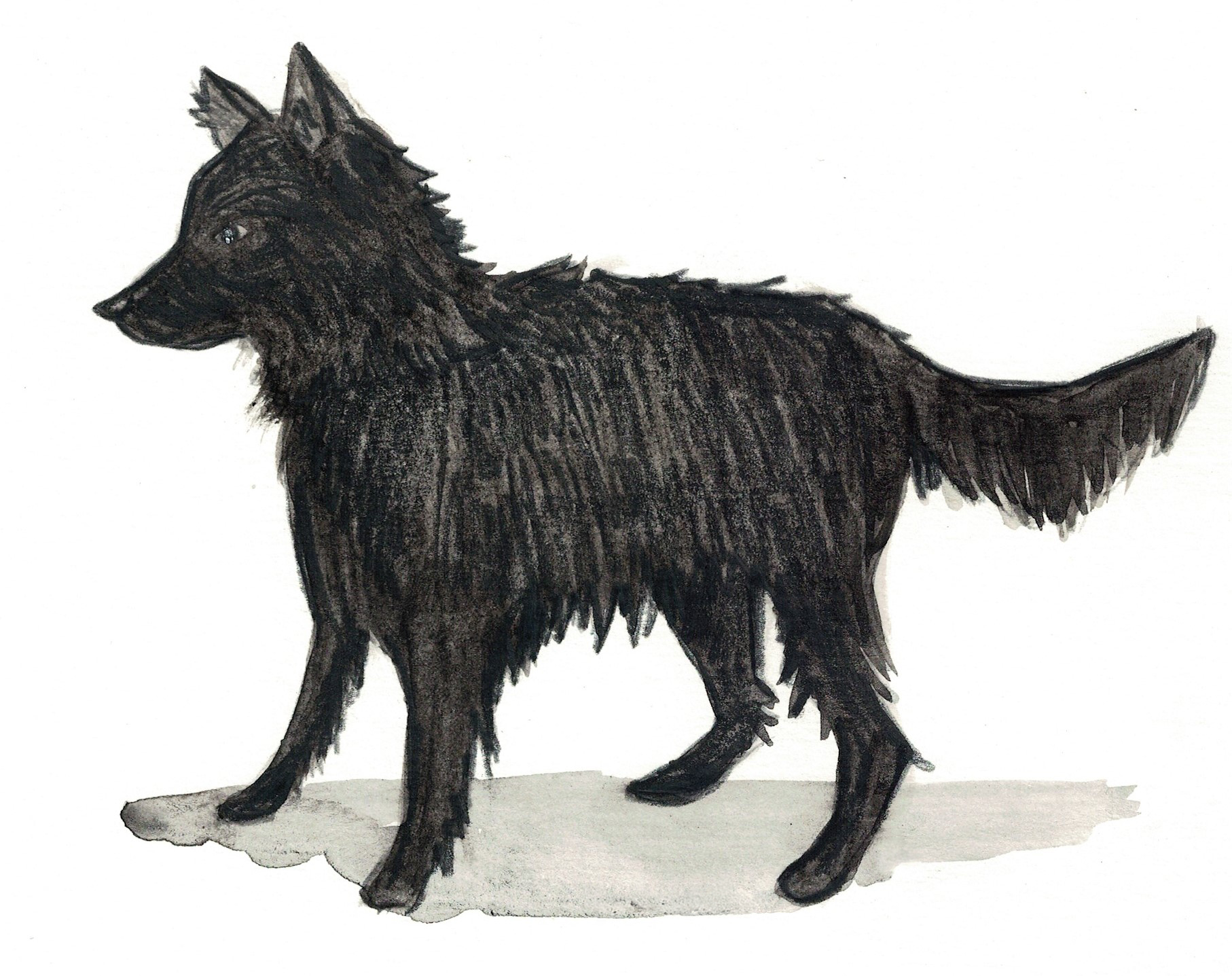
سيريوس بلاك عندما يتحول إلى كلب

### موني وبادفوت (من الفصل السابع عشر إلى الفصل العشرين)
بعد بضعة أيام، وجد رون جرذه سكابرز وهو يجري هاربا من شيء ما، ثم يظهر كلب أسود ضخم، يشبه الكلب الذي واجهه هاري في شارع بريفيت درايف، ويحمل رون الذي يمسك الجرذ سكابرز بين يديه، باتجاه مدخل ممر سري يقع بين جذور شجرة الصفصاف. هاري وهيرميون بدورهما اندفعا إلى الممر وانتهى بهما المطاف في كوخ هوجسميد العواء. ثم يواجه المراهقون الثلاثة سيريوس بلاك نفسه، الذي لديه القدرة على التحول إلى كلب. كانت ستنشب معركة بين هاري وبلاك، لكن الأستاذ لوبين تدخل وتم الكشف عن الحقيقة حول ظروف وفاة جيمس وليلي بوتر، وأثبت سيريوس بلاك براءته. يعرف الجميع أيضا أن لوبين يعاني كونه مستذئبا. بإذن من رون، ألقى لوبين وسيريوس بلاك معًا تعويذة على الجرذ سكابرز، الذي يعود إلى شكله الطبيعي القصير والبدين: بيتر بيتيغرو، الرجل الذي ظن الجميع أنه مات منذ اثني عشر عامًا واتُّهم بلاك بقتله. والآن تبين أن بيتيغرو هو الخائن الحقيقي وليس سيريوس بلاك.
في وقت لاحق من تلك الليلة، يظهر البدر في السماء ويتحول لوبين إلى ذئب. يتحول سيريوس إلى الكلب حتى يتمكن من صد المخلوق وإعطاء المراهقين وقتًا للهروب. تمكن بيتر بيتيجرو من الفرار.بينما هجمت مجموعة من الدمنتور على سيريوس، حاول هاري إبعادهم عن طريق استحضار باترونوس، لكنه فشل.ثم يرى توهجًا فضيًا، دفع الديمنتور إلى الفرار قبل العودة إلى صاحبه، الذي يعتقد هاري أنه والده. كان هاري منهكا، لذلك أغمي عليه.

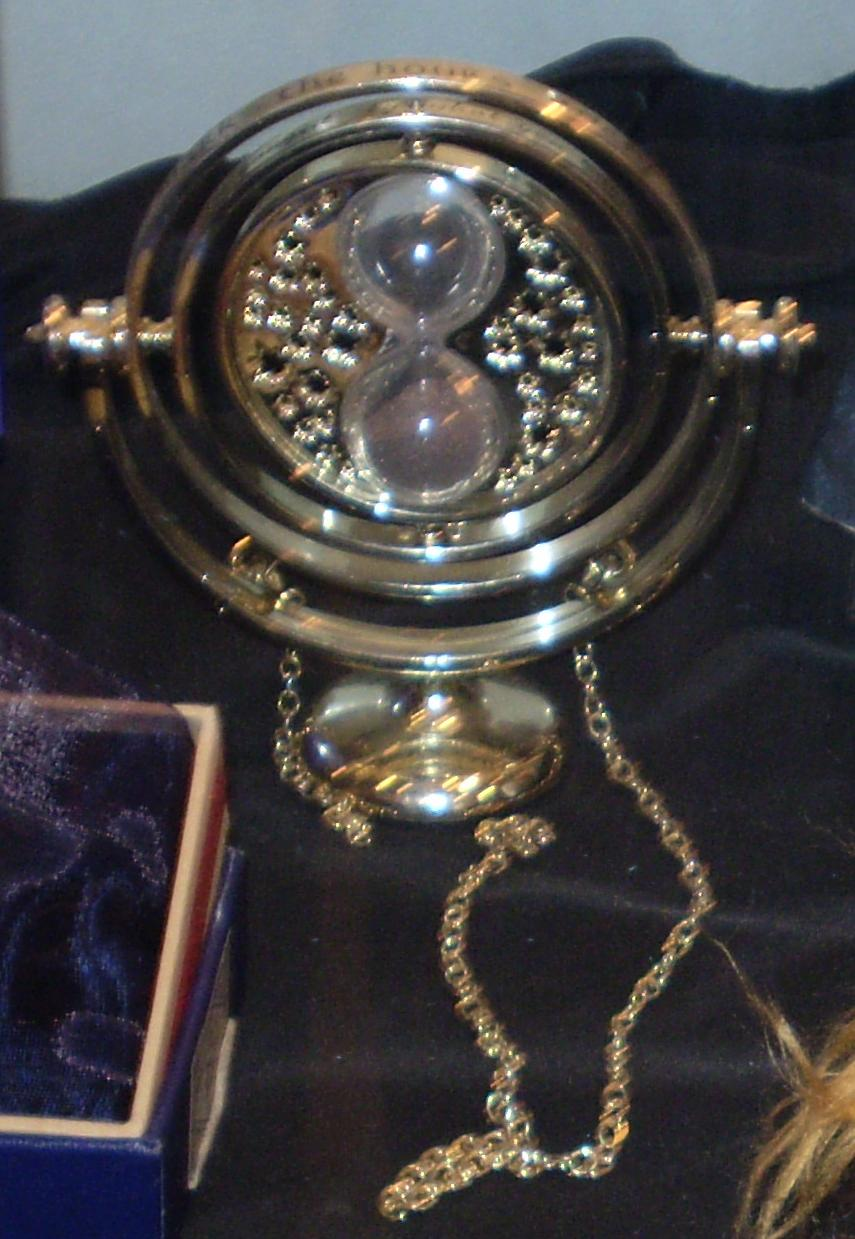
المحول الزمني

### المحول الزمني (الفصلان الواحد والعشرين والثاني والعشرين)
قام الأستاذ سناب بإحضار هاري ورون وهيرميون إلى المستوصف وتم أسر سيريوس في مكتب بالطابق السابع. الأستاذ دمبلدور، اقتنع بدوره ببراءة سيريوس بلاك، يلمح إلى هيرميون أن تقوم باستخدام المحول الزمني الذي استخدمته طوال العام لمتابعة جميع فصولها الدراسية، مما سيسمح لها بإنقاذ حياة كل من سيريوس بلاك وحياة هيبوغريف هاجريد، الذي أُعدم بعد محاكمته بسبب الشكوى التي رفعها لوسيوس مالفوي والد دراكو ضد المخلوق السحري. رون، المصاب في ساقه، يبقى في المستشفى، في حين تعود هيرميون وهاري ثلاث ساعات إلى الوراء. يحرر الشابان الهيبوغريف ويعيشان كل الأحداث الماضية من منظور خارجي. ينتظر هاري حتى يتمكن من رؤية والده مرة أخرى، لكن، لا أحد يأتي لإنقاذهم، يفهم أنه هو نفسه الذي رآه قبل ثلاث ساعات. ثم يلفظ التعويذة، وهو يعلم هذه المرة أنه لا يمكن أن يفشل، ويضيء غزال فضي بضوء شديد العمى، ويطرد الديمنتور من سيريوس. بفضل الهيبوغريف، تمكن هاري وهيرميون من الصعود إلى نافذة المكتب الذي تم حبس سيريوس فيه. يشكرهما الرجل، ويعد هاري، برؤيته مرة أخرى ذات يوم، ثم يطير بعيدًا مع المخلوق.
استقال الأستاذ لوبين في اليوم التالي بعد أحداث الليلة، مما يجعل هاري يأسف كثيرًا. يعيد خريطة المارودور (خريطة اللصوص) إلى هاري ويضمن له أيضًا لم شملهما قريبا. انضم دمبلدور إلى هاري، الذي يتأسف لعدم قدرته على إثبات براءة سيريوس بلاك في نظر الوزارة (بسبب هروب بيتيجرو). وجعله يفهم أنه على الرغم من تمكن بيتر بيتيغرو من الهرب، إلا أنه سيكون مدينًا له وسيتذكره في المستقبل القريب عندما يحتاجه هاري.

## تسلسل الأحداث

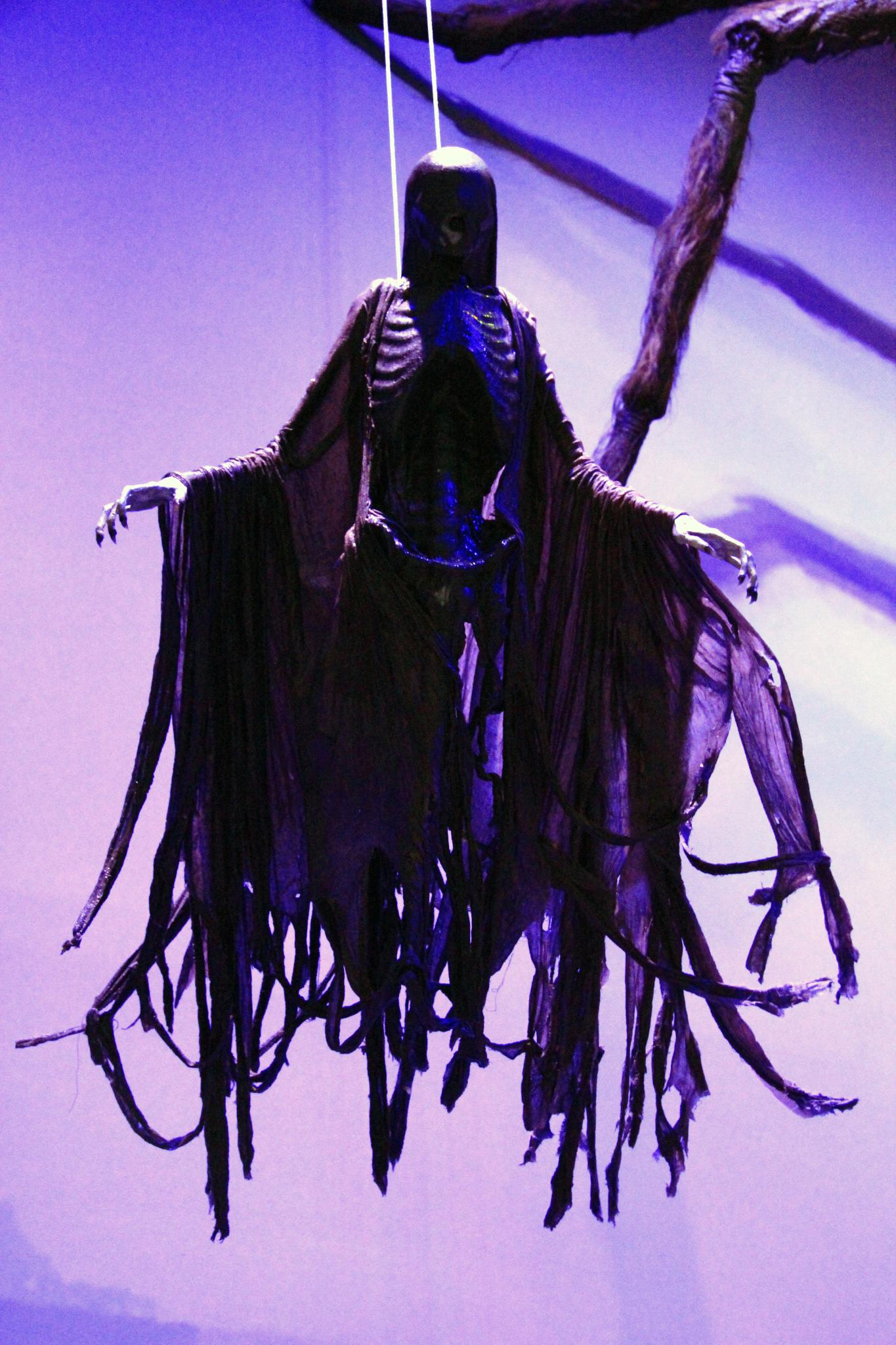
شكل الدمنتور (حراس أزكابان)

قلعة في سجن أزكابان(الفيلم)

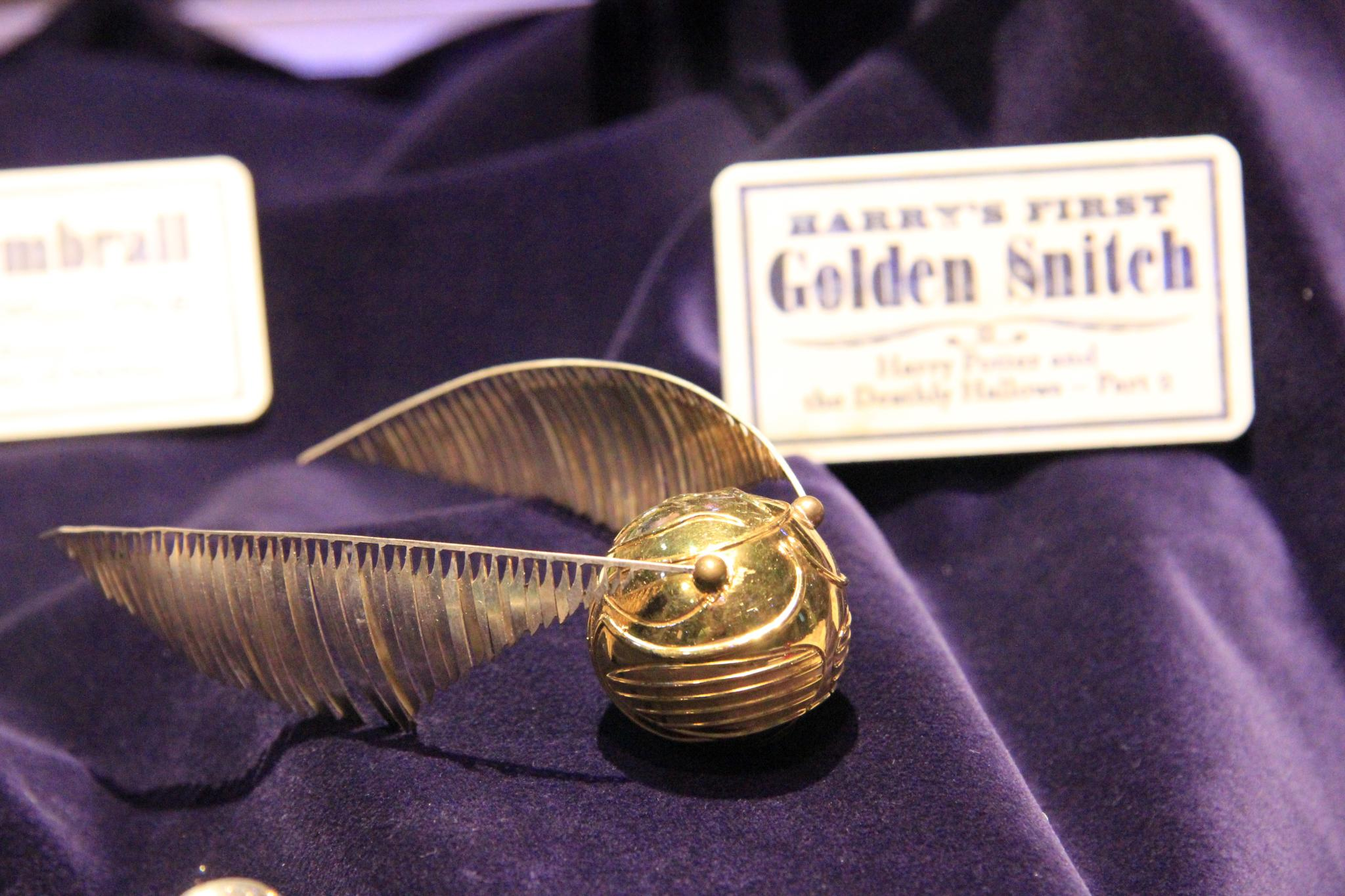
كرة السنيتش

تجري أحداث هاري بوتر وسجين أزكابان من مساء يوم 30 يوليو / تموز 1993 (عشية عيد ميلاد هاري بوتر الثالث عشر) حتى 18 يونيو / حزيران 1994.

### 1993
- حوالي 30 يوليو:[26] هرب سيريوس بلاك من أزكابان ليجد هاري بوتر ويقتل بيتر بيتيغرو.
- 31 يوليو: عيد ميلاد هاري بوتر الثالث عشر. العمة مارج تصل إلى منزل عائلة دارسلي.
- 7 أغسطس: قام هاري بنفخ العمة مارج، بعد أن ذهبت بعيداً في إهانته وسبِّ والديه. ثم يهرب هاري من بريفيت درايف وتلتقطه حافلة الفارس التي أحضرته إلى المرجل الناضح في لندن. هناك يلتقي هاري بوزير السحر، كورنيليوس فدج، طلب منه الإقامة في الغرفة 11 من المؤسسة خلال الأسابيع الثلاثة الأخيرة من الصيف قبل بدء العام الدراسي.
- 31 أغسطس: التقى هاري برون، الذي عاد من مصر قبل ستة أيام، وهيرميون في ممر دياغون. هيرميون تشتري كروكشانكس.
- 1 سبتمبر: أثناء الرحلة الممطرة على متن القطار، دخل الدمنتورات القطار وهاجم أحدهم هاري. تم صد الدمنتور من قبل ريموس لوبين، الذي سيكشف عن نفسه في مأدبة ذلك المساء بالذات ليكون مدرس الدفاع ضد فنون الظلام.
- 2 سبتمبر: في فترة ما بعد الظهيرة، خلال الفصل الأول لرعاية المخلوقات السحرية الذي قدمه المعلم الجديد، روبيوس هاجريد، الذي قدمهم لقطيعه المروض من الهيبوغريف ، أصيب دراكو مالفوي في ذراعه بعد إهانة أحدهم.و هو باك. لن يعود مالفوي إلى المدرسة إلا بعد أسبوع.
- 7 أكتوبر: اجتمع لاعبو فريق جريفندور للكويدتش لمناقشة إستراتيجية جديدة قبل تدريبهم الأول بعد ثمانية أيام.
- 16 أكتوبر: علمت لافندر براون بوفاة أرنبها، كما توقعت الأستاذة تريلاوني خلال درس التكهن الأول في 2 سبتمبر.
- 31 أكتوبر: يوم الهالوين، أول نزهة إلى هوجسميد حضرها رون وهيرميون دون هاري، الذي لم يتم توقيع أوراق التفويض الخاصة به. مكث في القلعة، تناقش مع الأستاذ لوبين. في وقت لاحق، هاجم سيريوس بلاك السيدة البدينة التي تحرس مدخل مهجع جريفندور. نتيجة لذلك، قرر ألبوس دمبلدور وضع جميع طلاب المدرسة للنوم في القاعة الكبرى بينما يتم تفتيش القلعة بدقة حتى الساعة 3 صباحًا.
- 5 تشرين الثاني (نوفمبر): في غياب الأستاذ لوبين، قام سيفيروس سناب بتدريس دروس الدفاع ضد فنون الظلام. يتلقى رون عقوبة تنظيف جميع مراحيض المستوصف.
- 6 نوفمبر: مباراة كودتش بين جريفندور وهفلباف بدلاً من سليذرين. ببعد أن غزت الدمنتورات أرض الملعب. تُنسف عصا المكنسة نيمبوس 2000 التي يملكها هاري وتهشّمها شجرة الصفصاف، وهي شجرة عنيفة ذات جذوع متحركة ، أمسك سيدريك ديغوري بسنيتش وهفلباف يفوز بالمباراة.
- 27 نوفمبر: مباراة كودتش بين رافنكلو وهفلباف ورافنكلو يفوز بفارق كبير.
- 18 كانون الأول (ديسمبر): يوم الزيارة الثانية إلى هوجسميد، قدم فريد وجورج ويزلي لهاري خريطة المارودور (خريطة اللصوص). وبالتالي يمكنه الذهاب سرًا إلى هوجسميد. يسمع مع رون وهيرميون قصة خيانة سيريوس بلاك المفترضة، ويعلم في نفس الوقت أنه أبوه الروحي.
- 19 ديسمبر: نهاية الفصل الأول. تلقى هاجريد الرسالة التي تبلغه بتاريخ جلسة الاستماع لباك في 20 أبريل. بدأ هاري ورون وهيرميون العمل على الدفاع عنه في اليوم التالي.
- 25 ديسمبر: عيد الميلاد. يتلقى هاري هدية ، وهي عصا مكنسة تسمى السهم الناري. صادرتها الأستاذة ماكجونجل للتحقق من قبل السيدة هوش والأستاذ فليتويك.رقم تشفير السجين سريوس بلاك في سجن أزكابان

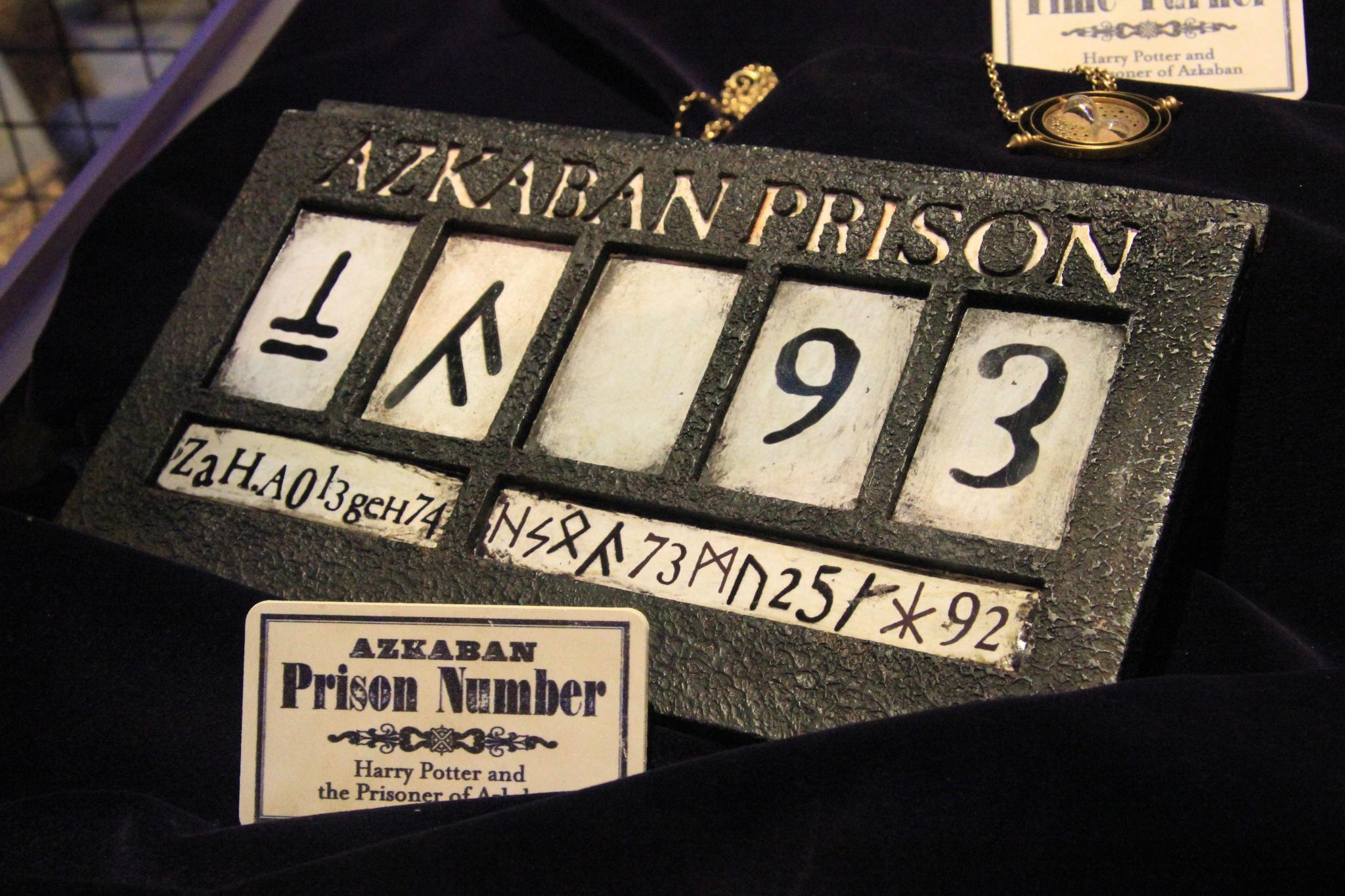
رقم تشفير السجين سريوس بلاك في سجن أزكابان

### 1994
- 6 يناير: بدأ الأستاذ لوبين تعليم هاري كيفية إنتاج الباتروناس. سيستمر في تلقي الدروس مساء كل أربعاء حتى 31 مارس.
- 15 يناير: مباراة كويدتش بين رافنكلو وسليذرين. سليذرين يفوز بفارق ضئيل. بعد ذلك، سيكون هناك الآن خمس دورات تدريبية أسبوعية لفريق جريفندور.
- 3 فبراير: استعاد هاري السهم الناري لكن الجرذ سكابرز اختفى ويَشْتَبِه رون في كروكشانكس قط هيرميون.
- 5 فبراير: بعد تدريب أخير في اليوم السابق، واجه جريفندور رافنكلو. الجو صافٍ وعلى الرغم من تدخل مالفوي وكراب وجويل وهم يرتدون ملابس مثل الدمنتورات على المكانس لإسقاط هاري، فقد حقق جريفندور الفوز . في المساء، تمكن سيريوس بلاك من اقتحام برج جريفندور ، وذلك بفضل قائمة كلمات مرور نيفيل، وتمزق ستائر سرير رون ذي الأعمدة الأربعة دون الوصول إلى سكابرز. في اليوم التالي ، تمت إعادة تثبيت السيدة البدينة، التي تم ترميمها بواسطة البواب، فيلتش، عند مدخل غرفة جريفندور المشتركة.
- 8 فبراير: استقبل نيفيل هاولر من جدته. هاري ورون يزوران هاجريد.
- 11 فبراير: تم اختبار باك في لندن.
- 12 فبراير: يوم الخروج إلى هوجسميد. شوهد هاري هناك من قبل مالفوي الذي سيبلغ الأستاذ سناب عنه. هذا سيحاصر هاري. تعلم هيرميون من رسالة من هاجريد أنه سيتم إعدام باك في النهاية.
- 16 أبريل: مباراة كويدتش بين جريفندور وسليذرين. جريفندور يفوز بفارق 230 إلى 20، وبالتالي يفوز بكأس كويدتش.
- 6 يونيو: بدء الامتحانات. التحويل في الصباح، اختبار يتكون من تحويل إبريق الشاي إلى سلحفاة. في فترة ما بعد الظهر، التعويذات التي يتركز اختبارها على نوبات الفرح.
- 7 يونيو: اختبار الصباح، رعاية المخلوقات السحرية. في فترة ما بعد الظهر، الجرعات وعند منتصف الليل، علم الفلك.
- 8 يونيو: تاريخ السحر في الصباح والعناية بالنباتات السحرية بعد الظهر.
- 9 يونيو: الدفاع ضد فنون الظلام في الصباح والعرافة بعد الظهر. خلال هذا الاختبار النهائي الذي يتكون من قراءة فردية في كرة بلورية، تقوم الأستاذة تريلاوني بعمل تنبؤ جديد تمامًا أمام هاري. في المساء، كانت المواجهة بين هاري ورون وهيرميون وسيريوس بلاك. يشرح لهاري الظروف الدقيقة لوفاة والديه، ثم بمساعدة الأستاذ لوبين، يكشف سكابرز، الذي هو في الواقع بيتر بيتيغرو، الخائن الحقيقي. تمكن الأخير من الفرار أثناء التحول الأستاذ لوبين إلى ذئب. بعد ذلك، أو بالأحرى قبله، قام هاري وهيرميون، باستخدام المحول الزمني، لتحرير باك قبل إعدامه ثم سيريوس قبل أن يتم تقبيله من قبل الدمنتور (قبلة الموت). يهرب الناجيان معًا من القلعة.
- 10 يونيو: غادر هاري ورون وهيرميون جناح المستشفى ظهرًا. يوم الزيارة الأخيرة لهوجسميد. استقالة الأستاذ لوبين.
- 17 يونيو: تم نشر نتائج الامتحانات وتنظم مأدبة نهاية العام. مساء اليوم التالي يعودون إلى منازلهم على متن قطار هوغورتس.

## الشخصيات الرئيسية
- هاري بوتر: يتيم وبطل القصة. يجد نفسه مهددًا من قبل سيريوس بلاك، الذي هرب مؤخرًا من سجن أزكابان.
- رونالد «رون ويزلي»: صديق هاري وهيرميون. في هذا الكتاب ، يهتم بشكل خاص بالحالة الصحية لفأره سكابرز.
- هيرميون غرينجر: صديقة هاري ورون. إن هيرميون مجتهدة للغاية، خاصة في هذا الكتاب حيث تأخذ عدة دروس في وقت واحد بفضل استخدام المحول الزمني الذي أعطته لها الأستاذة ماكجونجل.كتاب الوحوش الوحشي

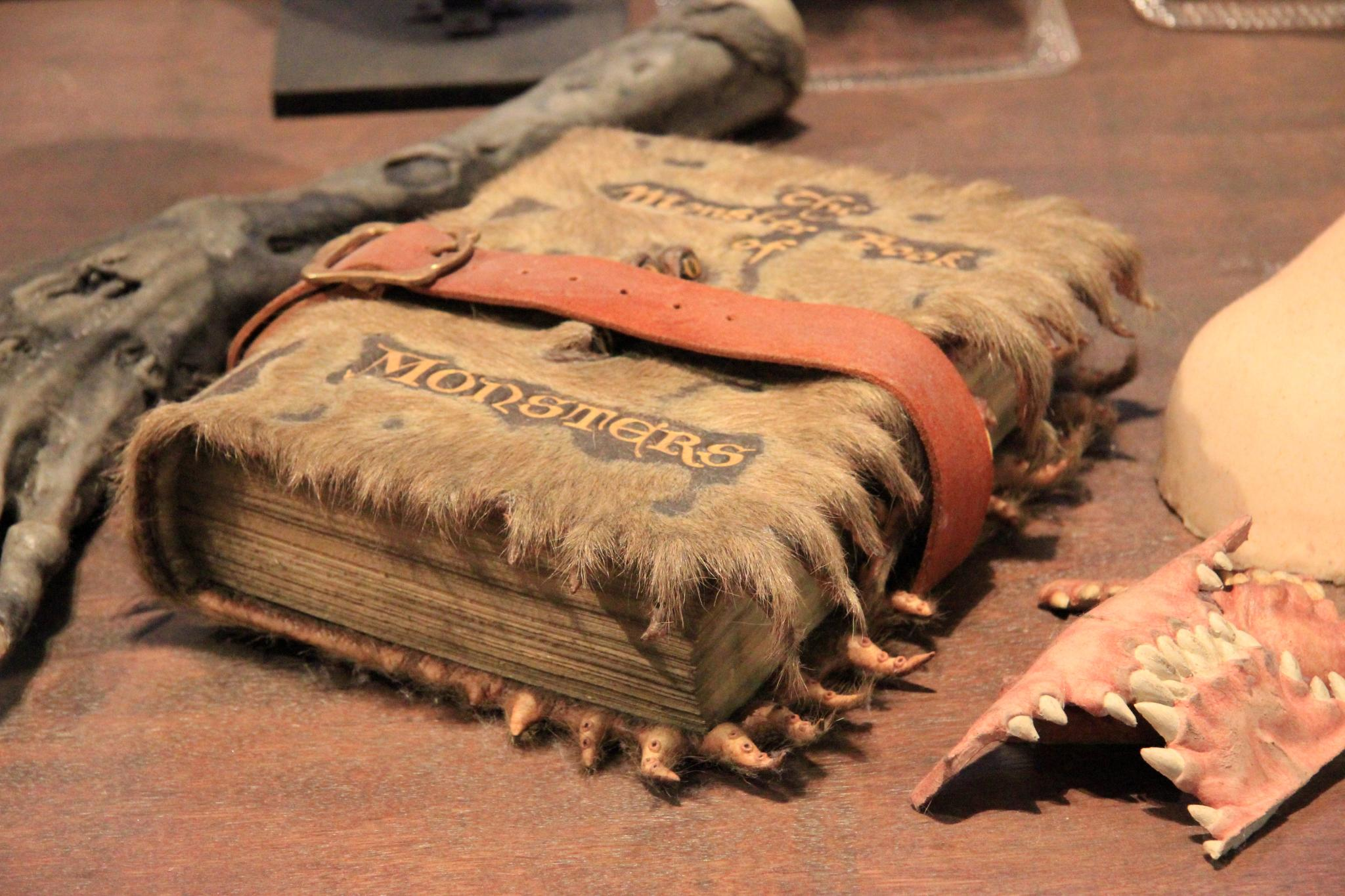
كتاب الوحوش الوحشي

- ريموس لوبين: أستاذ الدفاع ضد الفنون المظلمة الجديد. إنه رجل هادئ ولطيف للغاية ويبدو مرهقًا ومريضًا في كثير من الأحيان. يوافق على إعطاء هاري دروسًا خاصة ليعلمه كيفية الدفاع عن نفسه من الدمنتورات. إنه صديق الطفولة لجيمس بوتر، والد هاري.
- ريبوس هاجريد: حارس مدرسة هوجورتس ومعلم رعاية المخلوقات السحرية الجديد. إنه صديق الثلاثي الرئيسي. غالبًا ما يدعوهم لشرب الشاي في كوخه. أدين هيبوغريف هاجريد، باك، بالتسبب في حادث مع دراكو مالفوي خلال فصله الأول.
- ألبوس دمبلدور: مدير مدرسة هوجورتس.
- سيريوس بلاك: ساحر هارب من سجن أزكابان وعراب هاري بوتر. هو مطلوب من قبل الوزارة لقتله اثني عشر موجلز وخيانة والدي هاري في الماضي من خلال الكشف عن مكان اختبائهم لسيده فولدمورت.
- سيفيروس سناب: مدرس الجرعات في هوجورتس ورئيس منزل سليذرين. يبدو أنه يريد تحذير دمبلدور من الأستاذ لوبين ، وهو يراقب بشكل خاص ومريب هاري وأنشطته.

## الإطار المكاني للرواية

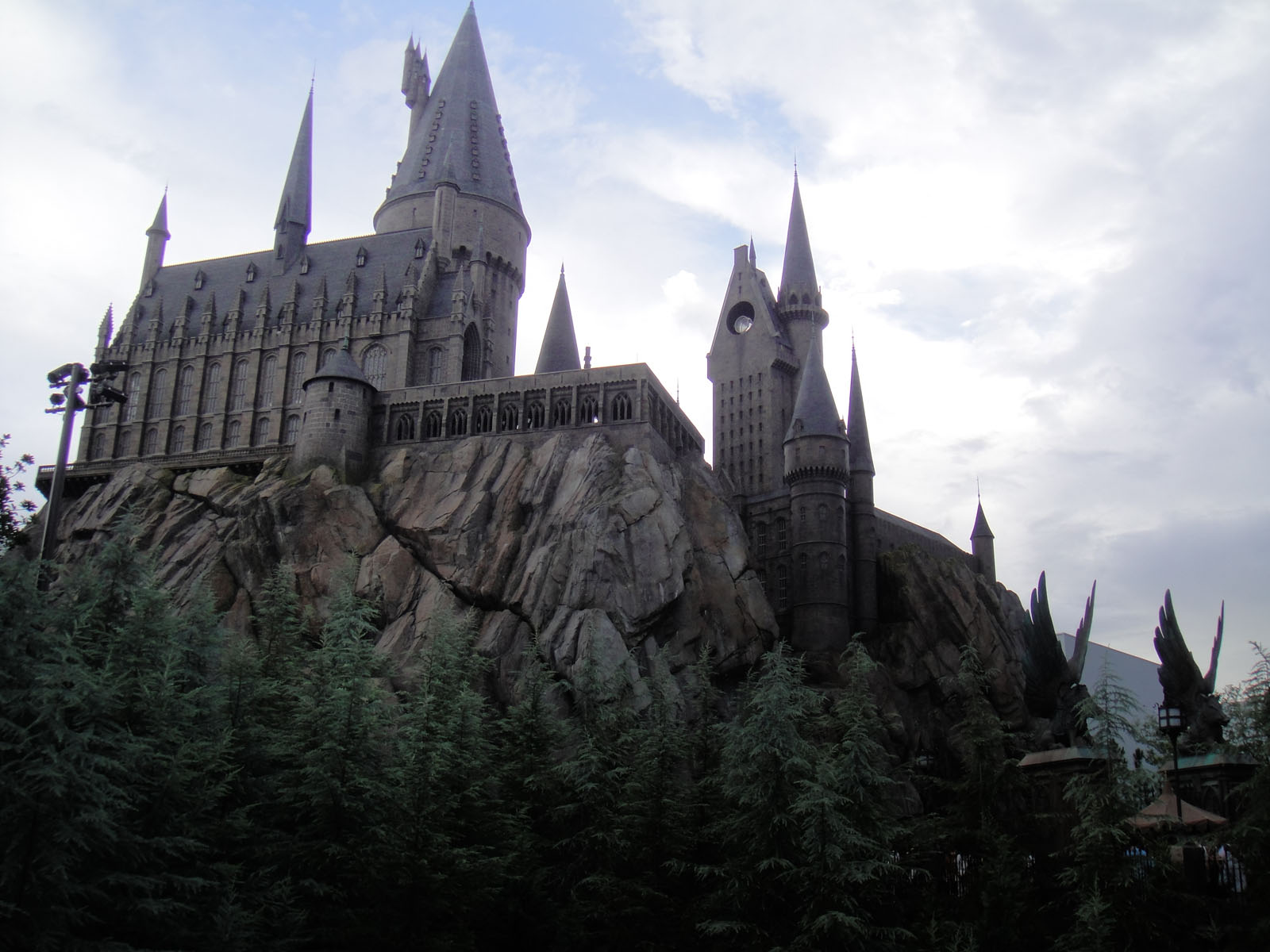
مدرسة هوجورتس للسحر و الشعوذة

### ليتل وينينج
تبدأ قصة هذا الكتاب الثالث عندما يكتب هاري بوتر مقال عن تاريخ السحر في غرفة نومه في 4 بريفيت درايف، ليتل وينينج، مقاطعة ساري. وهو مكان إقامة عمه وخالته فيرنون وبيتونيا دورسلي ، حيث يقضي عطلته المدرسية. هذا هو المكان الذي يعلم فيه الصبي بهروب سيريوس بلاك على شاشة التلفزيون ويلقي تعويذة عن غير قصد على العمة مارج، مما يؤدي إلى تضخمها مثل البالون. يشبه هذا المنزلُ، المنزلَ الذي عاشت فيه الكاتبة ج. ك. رولينج خلال جزء من طفولتها، في ضاحية وينتربورن، بالقرب من بريستول. في القصة، ليتل وينينج هو مكان متجذر في البرجوازية ومنفصل تمامًا عن عالم «السحرة» الذي تخيلته المؤلفة.

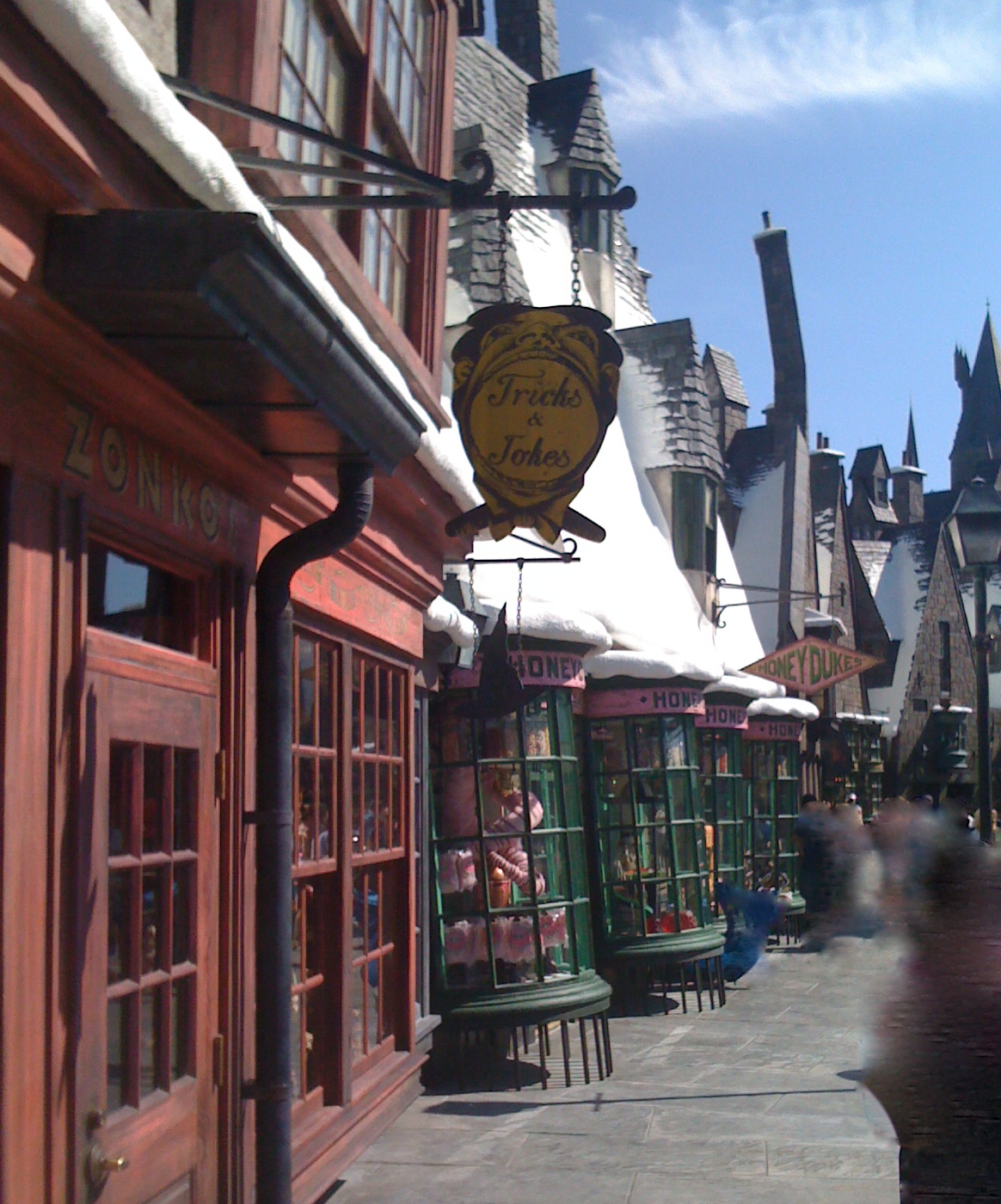
متاجر في هوجسميد

### حارة دياجون
بعد هروبه من عمه وعمته، استقبل هاري في المرجل الناضح من قبل كورنيليوس فودج - وزير السحر -، الذي يطلب منه البقاء في حارة دياجون حتى بداية المدرسة في 1 سبتمبر. أثناء انتظار عودة رون وهيرميون من العطلة، يسير هاري بمفرده في المحلات التجارية في شارع التسوق الرئيسي ويعود في المساء إلى غرفته في المرجل الناضح. على وجه الخصوص، يشتري نسخته من كتاب الوحوش الوحشي في مكتبة فلوري وبوت ويقضي الكثير من الوقت على الشرفة المشمسة ما ساعده على العمل في واجباته المدرسية خلال فترات بعد الظهر. تشبه واجهات المحلات التجارية في حارة دياجون طراز ديكنز  في عصر النهضة. تقول الكاتبة إنها تأثرت بأجواء تشارينغ كروس رود في لندن لتصميم العالم السحري وعلى وجه الخصوص مدخله من خلال حانة المرجل الناضح.

### هوجورتس
كما هو الحال مع الروايات السابقة في السلسلة، هذه هي نقطة الحبكة الرئيسية. هي قلعة تقع في مرتفعات اسكتلندا، حيث يعيش الطلاب على إيقاع العام الدراسي الذي يبدأ في 1 سبتمبر من كل عام. في هذه الحلقة، يكتشف هاري وأصدقاؤه أماكن جديدة مثل غرفة عرافة الأستاذة تريلاوني: غرفة مستديرة شديدة الحرارة حيث تم وضع الطاولات مثل غرفة الشاي، وتحيط بها الكراسي المريحة ذات المساند الناعمة. يكتشفون أيضًا النفق أسفل شجرة الصفصاف الضخمة في الحديقة (الذي اصطدم به هاري ورون في سيارة طائرة في بداية العام السابق). خلال العام، قام سيريوس بلاك بعدة عمليات اقتحام للقلعة في محاولة لدخول غرفة جريفندور المشتركة. عثر الثلاثي على سكابرز جرذ رون الذي يعتقد أنه ميت في مقصورة هاجريد الواقعة في الحديقة. لجأوا إلى هناك بعد ذلك بقليل مع الهيبوغريف للهروب من تحول ريموس لوبين إلى مستذئب. بفضل خريطة المارودور (خريطة اللصوص)، أصبح لدى هاري للمرة الأولى إمكانية اكتشاف زوايا غير معروفة للقلعة والعديد من الممرات السرية. يقع أحدهما خلف تمثال لساحرة ذات عين واحدة، ويؤدي إلى قبو متجر للحلويات في قرية هوجسميد المجاورة، عبر مسار ترابي طويل وغير مستو يؤدي إلى درج قديم تحت فتحة قبو متجر الحلويات.

### هوجسميد

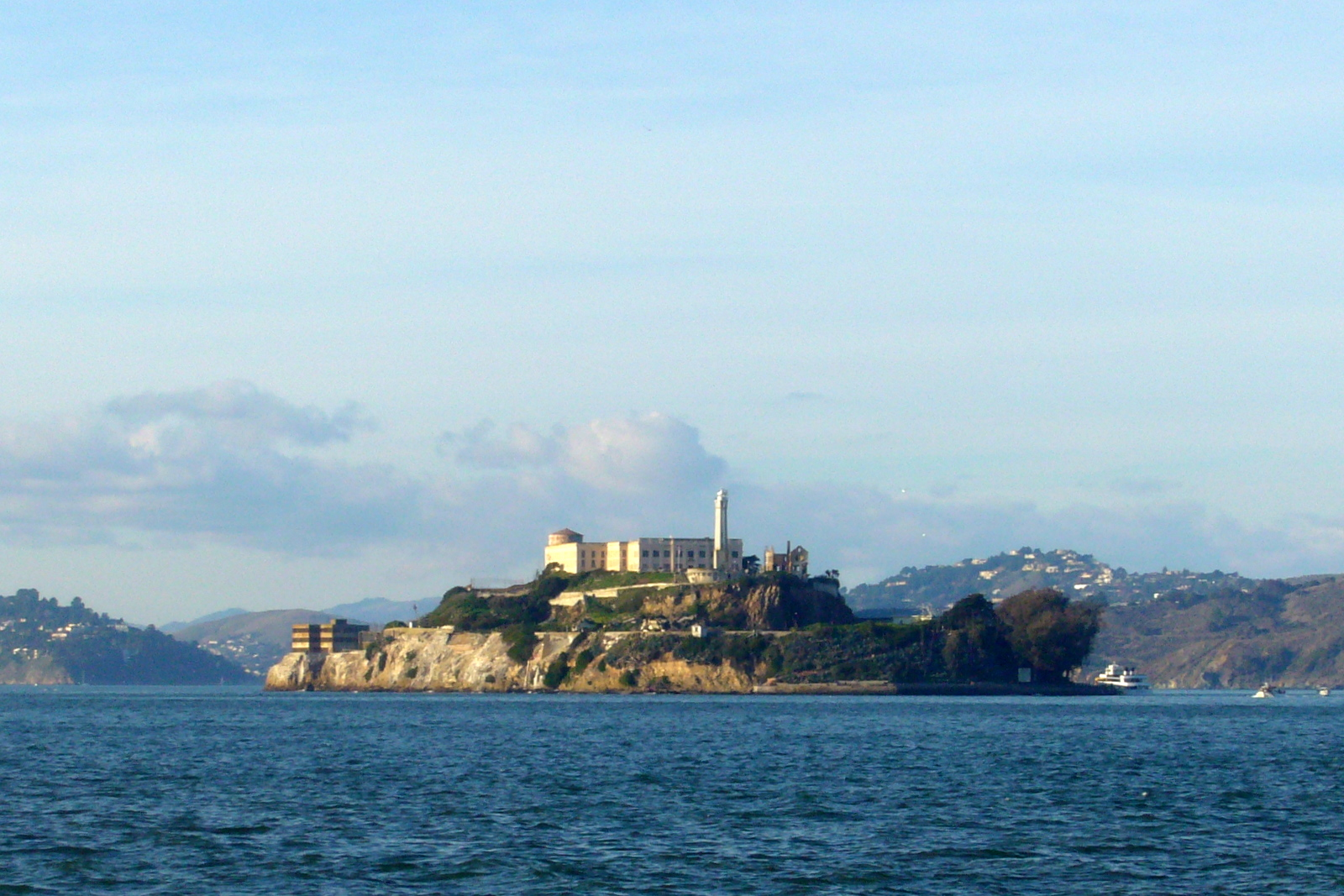
سجن ألكاتراز المستوحى منه سجن أزكبان

يسافر هاري ورون وهيرميون إلى قرية هوجسميد لأول مرة في سجين أزكابان. إنها قرية خلابة بجوار المدرسة وتقع على الشاطئ المقابل للبحيرة. هاري ليس لديه إذن للذهاب إلى هناك مع طلاب الصف الثالث الآخرين. لذلك يستخدم عباءة التخفي وخريطة المارودور لاستخدام الممرات السرية للمدرسة التي تسمح بالوصول إلى القرية من خلال قبو متجر للحلويات. تم وصف القرية بشكل رئيسي خلال فترة عيد الميلاد من نفس العام، عندما غطت الأكواخ والمحلات التجارية بالثلج ، مما يعطي القرية مظهر «بطاقة بريدية». يزور الثلاثي أيضًا متجر زونكو جوك ومكتب البريد ومقهى المكانس الثلاثة. يوجد في هذه القرية أيضًا الكوخ المسكون، خلف الأكواخ المصنوعة من القش. سيريوس بلاك يستدرج هاري وهيرميون هناك بإحضار رون إلى الداخل وهو في شكل كلب. لانقاذ رون، يدخل هاري وهيرميون النفق أسفل شجرة الصفصاف الضخمة، والذي يربط الكوخ بالمدرسة.

### سجن أزكابان
أزكبان هو أشهر سجن سحرة يحرسه الدمنتورات. ومع ذلك، لا يزوره الأبطال ولا يحصل القارئ على وصف دقيق له. يهرب سيريوس بلاك منه في وقت مبكر من الرواية باستخدام قوى التحول الخاصة به للتحول إلى كلب والتسلل عبر قضبان زنزانته عندما يحضر له الدمنتورات طعامه . المبنى، الذي بُنِيَ في القرن الخامس عشر، محروس بتعويذات قوية تجعل ظهوره على الخريطة مستحيلاً. وفقًا لوبين، تقع القلعة على جزيرة صغيرة قبالة الساحل البريطاني، ويُصاب معظم السجناء هناك بالجنون في غضون أسابيع. وفقًا لـ ج. ك. رولينغ، فإن أزكبان مستوحى من سجن ألكاتراز ، الموجود أيضًا على جزيرة. الاسم مستوحى من الكلمة العبرية «آبادون»، والتي تعني «مكان الدمار» أو «أعماق الجحيم». وتضيف أن استخدام الدمنتورات لحراسة السجناء كان رمزًا لفساد وزارة السحر.

## الأفلام المنتجة

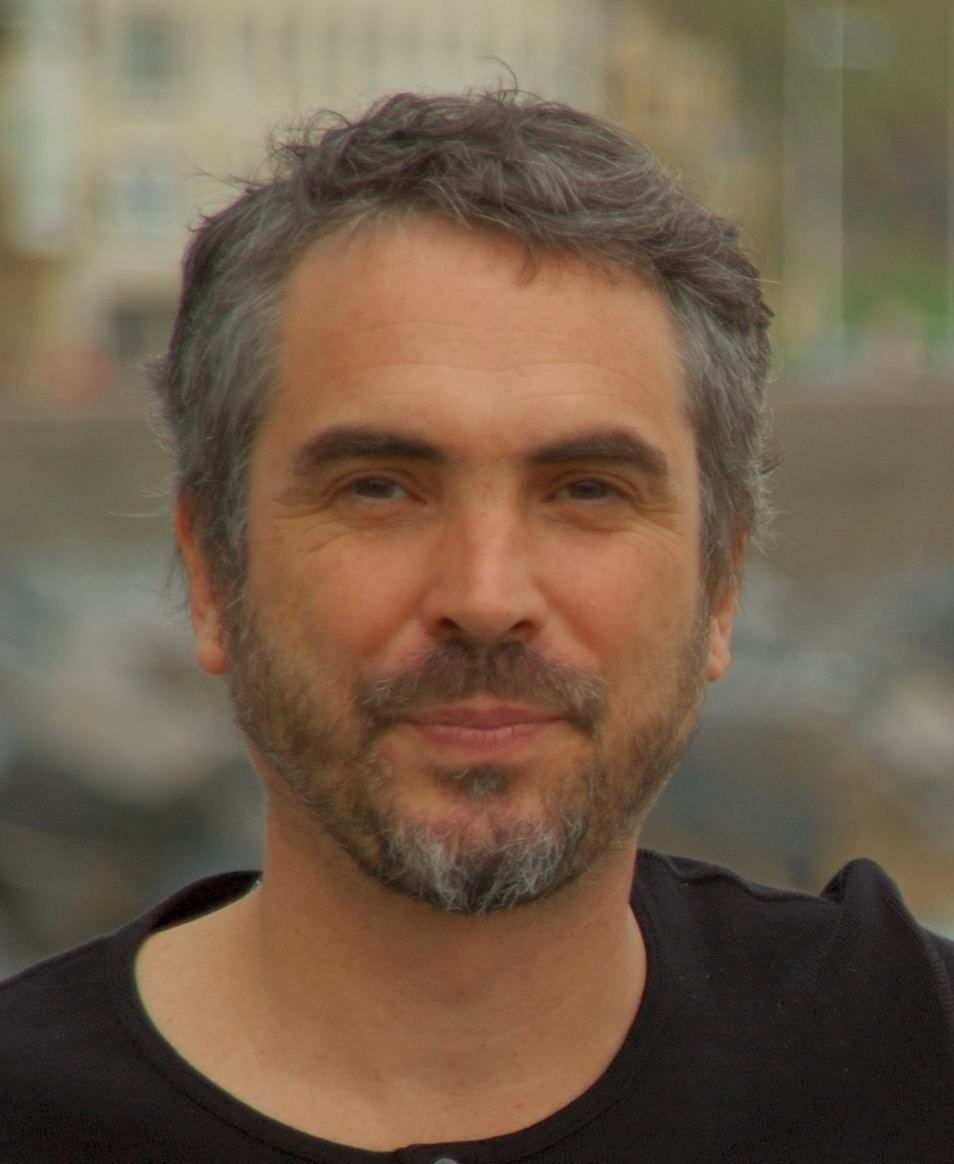
المخرج المكسيكي ألفونسو كوارون

أخرجت هذه الرواية فيلماً أيضاً، خرج عن عباءة الأفلام السابقة مع تغير المخرج، ونقل كآبة وحساسية ورهافة الأحداث.
تم إصدار النسخة السينمائية من هاري بوتر وسجين أزكابان، من إخراج المخرج المكسيكي ألفونسو كوارون، في عام 2004. ظهر الفيلم في المركز الأول في شبابيك التذاكر وشغل هذا المنصب لمدة أسبوعين. تبلغ قيمته الإجمالية 796.7 مليون دولار في جميع أنحاء العالم ، مما يجعله ثاني أعلى فيلم في عام 2004 بعد فيلم شيرك 2. ومع ذلك، من بين التعديلات التي تم اجراؤها لسلسلة هاري بوتر، كان هاري بوتر وسجين أزكابان هو الفيلم الذي سجلت أقل عدد من التعديلات. في عام 2008، صنفت مجلة إمباير الفيلم في المرتبة 471 في قائمة أفضل 500 فيلم على الإطلاق.
تم اقتراح اسم كوارون على الاستوديو بواسطة ج. ك. رولينغ، التي تقدر دوره السينمائي في الأمير الصغير وكذلك فهمه للأولاد المراهقين. انجذبت المؤلفة إلى التعديلات التي أدخلها على النص ودقة عرضه. اعترفت لاحقًا بأنها أصيبت بقشعريرة من خلال طريقته الفريدة في قيادة القصة من خلال السماح للقرائن بالظهور من خلال كتبها المستقبلية التي لم تلمح إليها بنفسها.
تظهر بعض التفاصيل غير المرئية سابقًا في مكان آخر من الفيلم، لا سيما أثناء المشهد حيث يتحدث هاري بوتر وريموس لوبين على جسر حول والدي هاري. بينما تتم مناقشة الصداقة مع والد هاري، جيمس بوتر، فقط في الرواية، يذكر لوبين في الفيلم الصداقة التي شاركها أيضًا مع والدة هاري، ليلي بوتر، خلال شبابه (والتي أكدتها المؤلفة لاحقًا).

## روابط خارجية
- هاري بوتر وسجين أزكابان على موقع الموسوعة البريطانية (الإنجليزية)